# Sultanatet Zanzibar
För andra betydelser, se Zanzibar (olika betydelser).
Sultanatet Zanzibar (arabiska: سلطنة زنجبار) var ett sultanat i Zanzibararkipelagen. Det utgjorde också delar av östkusten i vad som senare blev Tanzania. Sultanatet uppgick i Tanzania 1964.

## Historik
När sultanen av Muskat och Oman flyttat sitt hov i Muskat till Stone Town utvecklades här ett centrum för slavhandeln. Åren 1890–1963 stod sultanatet officiellt under brittiskt protektorat.